# Ipotesi di de Broglie

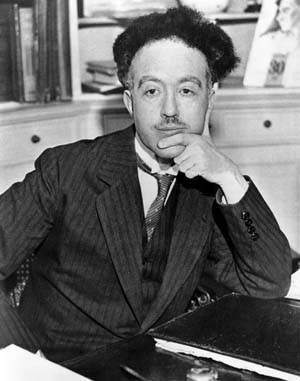
Il fisico francese Louis de Broglie, premio Nobel per la fisica nel 1929.

L'ipotesi di de Broglie (espressa dalla relazione di de Broglie {\displaystyle \lambda =h/p}) afferma che alle particelle dotate di massa sono associate anche proprietà fisiche tipiche delle onde, estendendo anche alla materia il dualismo onda-particella già introdotto da Einstein per la luce.
Formulata nel 1924 da Louis de Broglie, trovò conferma sperimentale nel 1927 con gli esperimenti di Davisson e Germer e di George Paget Thomson 
e dette un impulso fondamentale allo sviluppo della meccanica quantistica.

## Origini del dualismo onda-particella
La meccanica quantistica nacque dalle numerose evidenze sperimentali che all'inizio del ventesimo secolo risultavano inspiegabili secondo la fisica classica. Lo studio dello spettro della radiazione di corpo nero portò nel 1900 Planck ad avanzare l'ipotesi che l'interazione tra il campo elettromagnetico e la materia avvenisse mediante l'emissione o l'assorbimento di pacchetti d'energia discreti, chiamati quanti.
La spiegazione dell’effetto fotoelettrico da parte di Einstein nel 1905 implicava che la luce fosse composta da quanti di luce, chiamati fotoni dal 1926. Si aveva quindi una duplice (ondulatoria secondo Maxwell, particellare secondo Einstein) e quindi problematica descrizione dei fenomeni luminosi. La natura corpuscolare della radiazione elettromagnetica fu definitivamente confermata nel 1922 dalla scoperta dell'effetto Compton.
Il dualismo onda-particella si manifestò con l'analisi statistica della radiazione di corpo nero fatta da Einstein nel 1909. La varianza {\displaystyle \sigma ^{2}({\bar {n}})} mostrava due termini, uno lineare ed uno quadratico in {\displaystyle {\bar {n}}}, numero medio di quanti d'energia a frequenza {\displaystyle \nu } da attribuire a ciascun risonatore (atomo) responsabile dell'emissione o assorbimento di radiazione:
{\displaystyle \sigma ^{2}({\bar {n}})={\bar {n}}+{\bar {n}}^{2}}
Questa caratteristica apparve subito sconcertante perché era noto che i sistemi di particelle hanno una dipendenza lineare in {\displaystyle {\bar {n}}} della varianza:
{\displaystyle \sigma ^{2}({\bar {n}})={\bar {n}}}
mentre quelli formati da onde mostrano una dipendenza quadratica:
{\displaystyle \sigma ^{2}({\bar {n}})={\bar {n}}^{2}}
Lo spettro di radiazione del corpo nero, invece, si comportava, statisticamente, come un sistema sia particellare, sia ondulatorio.
Einstein si accorse inoltre che tale caratteristica era ineliminabile: solo la presenza di entrambi i termini garantiva la conservazione dell'energia nel sistema.

## Analogie fra ottica ondulatoria e dinamica di una particella

### Ottica ondulatoria
Secondo le soluzioni delle equazioni di Maxwell nel vuoto, la luce monocromatica di frequenza assegnata {\displaystyle \nu } si propaga lungo una direzione individuata dal vettore d'onda {\displaystyle \mathbf {k} } ed i cui campi elettromagnetici sono descritti da una funzione del tipo:
(1){\displaystyle \quad \psi (\mathbf {r} ,t)=A\cdot e^{i\varphi }=A\cdot e^{i\,(\mathbf {k} \cdot \mathbf {r} -\omega \,t)}}
dove A è un numero reale che identifica l'ampiezza dell'onda,
(2){\displaystyle \quad \varphi (\mathbf {r} ,t)=\mathbf {k} \cdot \mathbf {r} -\omega \,t}
è la fase e 
(3){\displaystyle \quad \omega =2\pi \nu }
la pulsazione o frequenza angolare. L'ampiezza A può essere identificata con una componente del campo elettrico o magnetico, in modo che {\displaystyle |A|^{2}} sia proporzionale all'intensità dell'onda. Questa onda è un tipico esempio di onda piana nel senso che il suo fronte d'onda è un piano ortogonale al vettore d'onda ed è individuato dall'equazione:
{\displaystyle \mathbf {k} \cdot \mathbf {r} =costante}
Col passare del tempo il moto del fronte d'onda si muove in concordanza di fase secondo la:
(4){\displaystyle \quad \varphi (\mathbf {r} ,t)=\mathbf {k} \cdot \mathbf {r} -\omega \,t=costante}
I punti nello spazio identificati da {\displaystyle \mathbf {r} } che soddisfano la (4) sono equispaziati di
(5){\displaystyle \quad \lambda ={\frac {2\pi }{k}}}
dove {\displaystyle \lambda } è la lunghezza d'onda della radiazione luminosa. Questi punti sono raggiunti dall'onda ad intervalli di un periodo {\displaystyle T}
(6){\displaystyle \quad T={\frac {2\pi }{\omega }}={\frac {1}{\nu }}}
per cui il fronte d'onda avanza con velocità di fase
(7){\displaystyle \quad v_{f}={\frac {\lambda }{T}}=\lambda \,\nu ={\frac {\omega }{k}}}
Per la luce monocromatica nel vuoto
{\displaystyle v_{f}={\frac {\lambda }{T}}=\lambda \,\nu ={\frac {\omega }{k}}=c}
ovvero la velocità di fase coincide con la velocità della luce a tutte le frequenze.
In un mezzo omogeneo, lineare e isotropo invece l'onda rimane un'onda piana, ma la velocità di fase è uguale a
(8){\displaystyle \quad v_{f}={\frac {\lambda }{T}}=\lambda \,\nu ={\frac {\omega }{k}}={\frac {c}{n}}<c}
perché l'indice di rifrazione del materiale è sempre {\displaystyle n=n(\nu )=c/v_{f}>1}.
Se il mezzo in cui viaggia l'onda non è omogeneo, l'indice di rifrazione varia da punto a punto e quindi l'onda non è più piana, ma soddisfa la condizione:
(9){\displaystyle \quad \varphi _{o}(\mathbf {r} )-\omega \,t=costante}
In tal caso, in base al principio di Huygens, il raggio luminoso segue la direzione:
(10){\displaystyle \quad \mathbf {k} =\nabla \varphi _{o}}
Il cammino percorso dal raggio luminoso per andare da un punto A ad un punto B può dedursi dal principio di Fermat, secondo il quale l'onda percorre la traiettoria che minimizza il tempo di percorrenza:
(11){\displaystyle \quad T=\int _{A}^{B}{\frac {\operatorname {d} r}{v_{f}}}={\frac {1}{c}}\int _{A}^{B}n\,dr={\frac {L}{c}}}
dove L è il cammino ottico, che deve soddisfare la condizione
(12){\displaystyle \quad \delta L=\delta \int n\,dr=0}
da cui segue l'equazione iconale:
(13){\displaystyle \quad (\nabla L)^{2}=n^{2}}
Possiamo arrivare alle stesse conclusioni risolvendo l'equazione di D'Alembert:
(14){\displaystyle \quad \nabla ^{2}\psi -{\frac {1}{v_{f}^{2}}}{\frac {\partial ^{2}\psi }{\partial t^{2}}}=0}
soddisfatta proprio da una funzione tipo (1):
(15){\displaystyle \quad \psi (\mathbf {r} ,t)=A\cdot e^{i\,[\varphi _{o}(\mathbf {r} )-\omega t]}}
Sostituendo la (15) nella (14), nell'ipotesi di ampiezza costante, si ottiene:
(16){\displaystyle \quad i\nabla ^{2}\varphi _{o}-(\nabla \varphi _{o})^{2}+{\frac {\omega ^{2}}{v_{f}^{2}}}=0}
dove:
{\displaystyle {\frac {\omega ^{2}}{v_{f}^{2}}}=n^{2}k_{o}^{2}}
Vediamo che, prendendo la parte reale della (16), questa si riscrive:
(17){\displaystyle \quad (\nabla \varphi _{o})^{2}=k_{o}^{2}\,n^{2}}
da cui si ricava un analogo risultato alla (13).
Qualora invece di avere una onda monocromatica si abbia un gruppo di onde ognuna con una sua frequenza allora ognuna di esse soddisfa un'equazione di D'Alembert, ognuna viaggia con una sua velocità di fase (7) o (8). Per onde luminose nel vuoto che viaggiano tutte con la stessa velocità di fase l'insieme di onde può essere descritto da una sola equazione (14). Invece in un mezzo ogni onda del gruppo viaggia con una sua velocità di fase, il risultato è una sovrapposizione di onde e si può definire una velocità globale detta velocità di gruppo data:
(18){\displaystyle \quad v_{g}={\frac {\operatorname {d} \omega }{\operatorname {d} k}}}

### Dinamica di una particella
Vediamo le analogie, in parte già individuate da Hamilton, con il moto di una particella di massa {\displaystyle m} e velocità {\displaystyle v} e quindi che viaggia con impulso {\displaystyle \mathbf {p} =m\mathbf {v} }. Classicamente se ne può sempre determinare la traiettoria identificando l'impulso della particella in ogni istante. L'energia della particella libera è:
{\displaystyle E={\frac {p^{2}}{2m}}}
seguendo la meccanica classica si può definire la funzione azione:
(19){\displaystyle \quad {\mathcal {S}}(\mathbf {r} ,t)=\mathbf {p} \cdot \mathbf {r} -E\,t}
che è straordinariamente simile alla (2), così che l'equazione cui deve soddisfare la dinamica di una particella diventa:
{\displaystyle {\frac {1}{2m}}(\nabla {\mathcal {S}})^{2}+{\frac {\partial {\mathcal {S}}}{\partial t}}=0}
e la condizione
{\displaystyle {\mathcal {S}}(\mathbf {r} ,t)=0}
simile alla (4) implica che il piano:
{\displaystyle \mathbf {p} =\nabla {\mathcal {S}}}
simile alla (10) avanza nella direzione di {\displaystyle \mathbf {p} } e perpendicolare ad esso, con velocità
{\displaystyle v={\frac {E}{p}}}
ed esplicitamente:
{\displaystyle (\nabla {\mathcal {S}})^{2}=2mE}
Se la particella viaggia in un campo di forze conservativo {\displaystyle V(\mathbf {r} )} allora l'energia:
{\displaystyle {\frac {p^{2}}{2m}}+V(\mathbf {r} )=E}
conserva l'equazione di Hamilton-Jacobi con azione:
{\displaystyle {\mathcal {S}}(\mathbf {r} ,t)=W(\mathbf {r} )-E\,t}
dove esplicitamente:
{\displaystyle (\nabla W)^{2}=2m\,[E-V(\mathbf {r} )]}
L'analogia tra l'impulso
{\displaystyle p={\sqrt {2m\,[E-V(\mathbf {r} )]}}}
e l'indice di rifrazione dato dalla (13), e la funzione W che gioca un ruolo analogo al cammino ottico della (12) portano, con la condizione:
{\displaystyle W(\mathbf {r} )=costante}
ad identificare un piano.  Invece, in presenza di un potenziale, 
{\displaystyle {\mathcal {S}}(\mathbf {r} ,t)=W(\mathbf {r} )-E\,t=costante}
identifica una superficie non più piana, analoga alla (9) dell'ottica geometrica. Questa equazione descrive una particella viaggiante con velocità di fase
(20){\displaystyle \quad v_{f}={\frac {E}{\nabla {\mathcal {S}}}}={\frac {E}{p}}}
In effetti, il principio di Maupertuis:
{\displaystyle \delta \int _{A}^{B}pdr=0}
permette di trovare tra le infinite traiettorie possibili quella effettivamente percorsa della particella, analogamente a quanto succede con il principio di Fermat per un raggio luminoso.

## Ipotesi di de Broglie
Utilizzando le analogie tra il principio di Fermat in ottica e il principio di Maupertuis in dinamica, de Broglie associò ad ogni particella massiva un'onda fisica. L'uguaglianza tra la velocità di fase (20) di una particella che attraversa un campo di forze e la velocità di fase (8) di un'onda che attraversa un mezzo
{\displaystyle v_{f}={\frac {E}{p}}={\frac {\omega }{k}}}
gli fece riottenere la relazione di Planck-Einstein
(21){\displaystyle \quad E=\hbar \,\omega =h\nu }
e, per analogia, quella relativa alla quantità di moto:
(22){\displaystyle \quad p=\hbar \,k={\frac {h}{\lambda }}}
dove h è la costante di Planck, 
{\displaystyle \hbar ={\frac {h}{2\pi }}}
la costante di Planck ridotta e {\displaystyle \lambda } è detta lunghezza d'onda di de Broglie.
Tali relazioni stabiliscono anche una proporzionalità diretta tra la fase (2) dell'onda e l'azione (19) della particella:
{\displaystyle {\mathcal {S}}=\hbar \,\varphi =\hbar \,(\mathbf {k} \cdot \mathbf {r} -\omega \,t)=\mathbf {p} \cdot \mathbf {r} -E\,t}
L'identificazione dell'onda che accompagna la particella con un'onda piana crea tuttavia un problema interpretativo: la velocità di fase dell'onda risulterebbe super luminare, e quindi inaccettabile secondo la teoria della relatività ristretta. Indicando con {\displaystyle v_{p}} la velocità della particella, {\displaystyle \gamma } il fattore di Lorentz e {\displaystyle \beta =v_{p}/c<1} quello di velocità, per una particella relativistica si ottiene:
{\displaystyle v_{f}={\frac {E}{p}}={\frac {\gamma \,m\,c^{2}}{\gamma \,m\,v_{p}}}={\frac {c^{2}}{v_{p}}}={\frac {c}{\beta }}>c}
Se invece si associa alla particella un pacchetto d'onda, combinazione lineare di più onde:
(23){\displaystyle \quad \psi (\mathbf {r} ,t)=\int A(\mathbf {k} )~e^{i\varphi }\,d\mathbf {k} =\int A(\mathbf {k} )~e^{i(\mathbf {k} \cdot \mathbf {r} -\omega t)}\,d\mathbf {k} }
si ha che la velocità di gruppo {\displaystyle v_{g}} del pacchetto coincide con la velocità {\displaystyle v_{p}} della particella:
{\displaystyle v_{g}={\frac {\partial \omega }{\partial k}}={\frac {\partial (E/\hbar )}{\partial (p/\hbar )}}={\frac {\partial E}{\partial p}}=v_{p}<c}
Per il calcolo esplicito di questo risultato (fisicamente accettabile) si veda la Sezione Velocità di gruppo nella materia alla voce Velocità di gruppo.
Il pacchetto d'onda associato alla particella venne definito onda materiale di de Broglie proprio per sottolinearne l'associazione con enti corpuscolari (elettroni, neutroni, protoni...). Nell'interpretazione di de Broglie si tratta comunque di onde fisiche, dotate dell'energia (21) ed impulso (22), ma ovviamente prive di massa. Da un punto di vista ontologico, per de Broglie coesistono particelle e onde fisiche, le onde materiali che si accompagnano a tutte le particelle.

## Ulteriori sviluppi

### Equazione di Schrödinger
Il lavoro di de Broglie ispirò Erwin Schrödinger a cercare l'equazione d'onda corrispondente alle onde materiali postulate dal fisico francese. Nel dicembre 1925 Schrödinger tenne a Zurigo un seminario, spiegando ai colleghi fisici le tesi di de Broglie. Il suo direttore Peter Debye osservò alla fine del seminario che non si ha una teoria ondulatoria senza conoscere la funzione d'onda che genera il fenomeno. Schrödinger partì di lì a poco da Zurigo, per passare le vacanze di fine anno nella località sciistica di Arosa. Tornato dalla montagna nel gennaio 1926, disse a colleghi di aver trovato l'equazione d'onda di cui aveva parlato Debye. Si trattava dell'equazione di Schrödinger.
Nella sua derivazione più semplice, si parte dall'equazione delle onde (14) di D'Alembert nel caso indipendente dal tempo:
{\displaystyle \nabla ^{2}\psi +k^{2}\psi =\nabla ^{2}\psi +{\frac {4\pi ^{2}}{\lambda ^{2}}}\psi =0}
Sostituendovi la relazione (22) di de Broglie sul dualismo onda-particella nel caso non relativistico
{\displaystyle \lambda ={\frac {h}{p}}={\frac {h}{m\,v}}}
si ottiene
{\displaystyle \nabla ^{2}\psi +{\frac {4\pi ^{2}}{h^{2}}}\,m^{2}v^{2}\,\psi =\nabla ^{2}\psi +{\frac {8\pi ^{2}m}{h^{2}}}\,{\frac {mv^{2}}{2}}\,\psi =\nabla ^{2}\psi +{\frac {8\pi ^{2}m}{h^{2}}}\,K\,\psi =0}
L'energia cinetica K può essere scritta come differenza tra l'energia non relativistica totale E e l'energia potenziale V della particella:
(24){\displaystyle \quad \nabla ^{2}\psi +{\frac {8\pi ^{2}m}{h^{2}}}\,(E-V)\,\psi =0}
Come detto nella Sezione Ipotesi di de Broglie, per essere associata alla particella descritta dall'equazione di Schrödinger (24), la funzione d'onda {\displaystyle \psi (\mathbf {r} ,t)} deve corrispondere al pacchetto d'onda (23).

### Interpretazione probabilistica di Born
Una volta derivata l'equazione di Schrödinger, si pone il problema del significato da attribuire alla funzione d'onda {\displaystyle \psi (\mathbf {r} ,t)} (in generale corrispondente a un numero complesso, quindi privo d'interpretazione fisica) o, più specificamente, alla quantità 
{\displaystyle \rho (\mathbf {r} ,t)=|\psi (\mathbf {r} ,t)|^{2}=\psi ^{*}(\mathbf {r} ,t)\,\psi (\mathbf {r} ,t)}
(espressa invece da un numero reale, che può essere interpretato fisicamente).
Inizialmente Schrödinger pensò d'interpretare {\displaystyle \rho (\mathbf {r} ,t)} nel modo più intuitivo, come la densità di materia contenuta nel volume infinitesimo {\displaystyle dV=dx\,dy\,dz}, ma tale ipotesi risultò scorretta a causa del progressivo sparpagliamento del pacchetto d'onda rappresentato dalla {\displaystyle \psi (\mathbf {r} ,t)}. Analoga sorte, per lo stesso motivo, ebbe il tentativo d'interpretare {\displaystyle \rho (\mathbf {r} ,t)} come densità di carica.
Max Born nel 1926 interpretò invece tale densità come densità di probabilità di rinvenire la particella in un volume infinitesimo. 
L'integrale della densità di probabilità {\displaystyle \rho (\mathbf {r} ,t)} su un volume finito {\displaystyle V} fornisce quindi la probabilità {\displaystyle {\cal {P}}(V)} di trovare la particella entro tale volume all'istante {\displaystyle t_{o}}:
{\displaystyle {\cal {P}}(V)=\int _{V}\rho (\mathbf {r} ,t_{o})\;d\mathbf {r} =\int _{V}|\psi (\mathbf {r} ,t_{o})|^{2}\;d\mathbf {r} =\int _{V}\psi ^{*}(\mathbf {r} ,t_{o})\,\psi (\mathbf {r} ,t_{o})\;d\mathbf {r} }
L'integrale esteso a tutto lo spazio coincide invece con la certezza di trovare la particella da qualche parte:
{\displaystyle {\cal {P}}=\int _{-\infty }^{+\infty }\int _{-\infty }^{+\infty }\int _{-\infty }^{+\infty }\psi ^{*}(\mathbf {r} ,t_{o})\,\psi (\mathbf {r} ,t_{o})\;dx\,dy\,dz=1}
Si tratta della condizione di normalizzazione della funzione d'onda, richiesta fondamentale per assegnarle un significato probabilistico.
Con Born la funzione d'onda {\displaystyle \psi } cessa di essere (come era invece per de Broglie) un ente fisico dotato d'energia ed impulso, per diventare un numero complesso (ampiezza di probabilità) il cui modulo quadro {\displaystyle \rho =|\psi |^{2}} è una densità di probabilità. Per sistemi con {\displaystyle n>1} particelle, {\displaystyle \psi } non è definita nella spazio fisico tridimensionale ma nello spazio astratto a 3n dimensioni delle configurazioni. Quindi {\displaystyle \psi } non può rappresentare un ente fisico, ma è invece una funzione matematica legata alla probabilità.
Per Born, da un punto di vista ontologico, esistono solo particelle, mentre l'onda materiale di de Broglie "svanisce" nell'ampiezza di probabilità.
L'interpretazione probabilistica della funzione d'onda {\displaystyle \psi } risultò fondamentale per la comprensione dei risultati dell'equazione di Schrödinger e divenne uno dei postulati dell'interpretazione di Copenaghen della meccanica quantistica.

### Principio di complementarità di Bohr
L'ipotesi di de Broglie estese alle particelle massive il concetto di dualismo onda-particella, già introdotto da Einstein nel 1905 con i quanti di luce e nel 1909 per la radiazione di corpo nero. Tale dualismo fu generalizzato dal principio di complementarità enunciato da Niels Bohr al Congresso internazionale dei fisici del 1927 e pubblicato in un suo articolo del 1928. Secondo tale principio, in meccanica quantistica si manifestano alternativamente l'aspetto ondulatorio o quello corpuscolare, a seconda del tipo di strumento utilizzato per la misurazione. Ciò equivale a dire che gli aspetti ondulatori o particellari dei quantoni (sistemi quantistici elementari, quali fotoni, elettroni, neutroni) non possono essere osservati contemporaneamente.
Per Bohr, da un punto di vista ontologico, non possiamo affermare nulla sulla natura dei sistemi microscopici, che rimane a noi inconoscibile. Da un punto di vista epistemico, il medesimo quantone si può invece manifestare come onda o come particella, a seconda del tipo di strumento utilizzato per l'osservazione.